# Molcajete

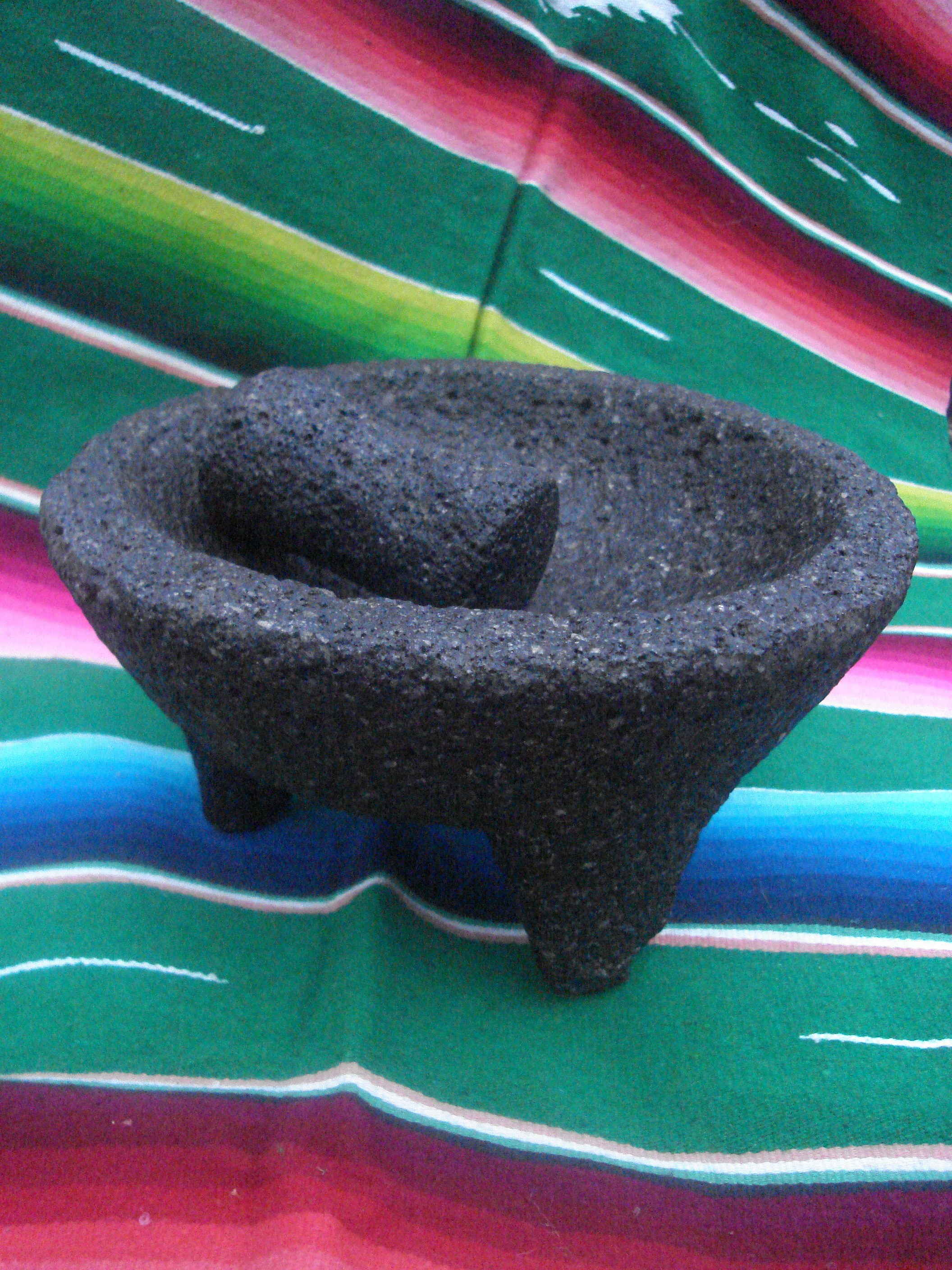
Un molcajete i la seva tejolote.

 Molcajete  és el nom que rep a Amèrica, especialment a Mèxic i Amèrica Central, un tipus de morter fabricat en pedra tallada en forma còncava, en el qual s'hi capolen i molen espècies, grans i vegetals en poca quantitat.

## Origen
L'origen de la paraula molcajete ve del náhuatl molli (salsa) i caxitl o cajete (cassola fonda) mollicaxtli. Aquest tipus de morter ha estat emprat en l'elaboració d'aliments des de l'època dels egipcis (1550 aC) i apareix fins a l'antic testament, però se sap que a Mesoamèrica es va fer ús d'aquest estri en l'Amèrica precolombina, on les diferents tribus utilitzaven molcajetes que excavaven en una roca per poder moldre el blat de moro i altres fruits secs. Moltes d'aquestes depressions excavades en roca poden trobar-se en l'actualitat en molts dels territoris de la República Mexicana.

## Característiques
El més tradicional es fa de pedra volcànica (basalt), encara que també n'hi ha elaborats de fang o fustes dures. Actualment fins i tot se'ls troba fets de plàstic o ceràmiques encara que aquests són més per a fins ornamentals, ja que s'usen com a dipòsit de salses picants i agregats per platerets, com donant a entendre que es van elaborar de la forma tradicional. Aquests estan compostos per dues parts tallades de la mateixa pedra, la primera és la base o molcajete i la segona és la mà o piló rep el nom de tejolote o temachín i s'usa com a martell per a trencar i moldre contra el buit del molcajete.
Igual que el metate poden trobar-se'n de moderns fabricats amb ciments acolorits cosa que pot convertir-los en tòxics per a la preparació d'aliments.
Malgrat l'ús estès de la liquadora elèctrica i altres instruments moderns, el molcajete continua utilitzant-se per a l'elaboració de salses dins de la cuina popular i tradicional mexicana, pel fet que el sabor i la textura proporcionada per la pedra així com la tècnica de molta són únics i molt característics.
La pedra per als metates i molcajetes s'extreu, en la seva major part, de les mines localitzades al poble de San Luque, municipi de Tlajomulco a Jalisco (Mèxic). El seu disseny i ús, pràcticament no han variat al llarg dels segles. El molcajete més gran del món es troba a Mascota, Jalisco.

## Altres països
Hi ha diversos tipus de morters i reben diferents noms com ara ela que s'utilitzen al Japó, denominats Suribachi i surikogi. Els morters i pilones de granit s'empren en el Sud-est d'Àsia i a l'Índia. A Malàisia, se'l coneix com a lesung. A l'Orient Mitjà es van usar durant anys morters de grans dimensions, elaborats de pedra de dos a tres metres d'altura, per a picar carn i poder elaborar els kibbeh. A l'Àfrica s'empra freqüentment amb un piló gran per a picar cereals.